# 투르크만차이 조약

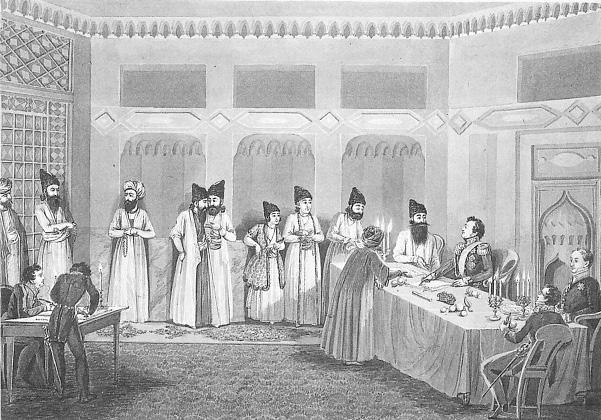

투르크만차이 조약(1828년)은 이란과 러시아 간에 체결된 강화 조약이다. 이란은 러시아와의 싸움에 패하여 1813년 굴리스탄 조약을 맺었는데, 그 뒤 국경 지역의 귀속을 둘러싸고 다시 러시아와 싸워 패한 다음 이 조약을 체결하였다. 이 조약으로 이란은 러시아에 광대한 캅카스의 영토를 할양(割讓)하고, 약 300만 파운드의 배상금을 지불했으며, 또한 러시아에 대해서 치외법권을 인정하였다. 이 조약은 그 후 이란과 유럽 제국 사이에 조약을 체결함에 있어서 그 기준이 되었으며, 열국이 이란을 침략하는 발판이 되었다. 이 치외법권은 1928년 폐지될 때까지 내내 이란을 괴롭혔다.

## 같이 보기
- 영러 협상